# Clifford B. Harmon
Clifford Burke Harmon (Urbana, 1º luglio 1866 – Cannes, 25 giugno 1945) è stato un imprenditore e aviatore statunitense, divenuto ricco grazie allo sviluppo dei villaggi suburbani di New York, come Pelhamwood e Harmon-on-Hudson (incorporato in Croton-on-Hudson, New York nel 1932). Appassionatosi al mondo dell'aviazione stabilì numerosi record nazionali, e trasferitosi in Francia dopo la fine della prima guerra mondiale, nel 1926 fondò la International League of Aviators (Ligue Internationale des Aviateurs) e instituì l'Harmon Trophy.

## Biografia

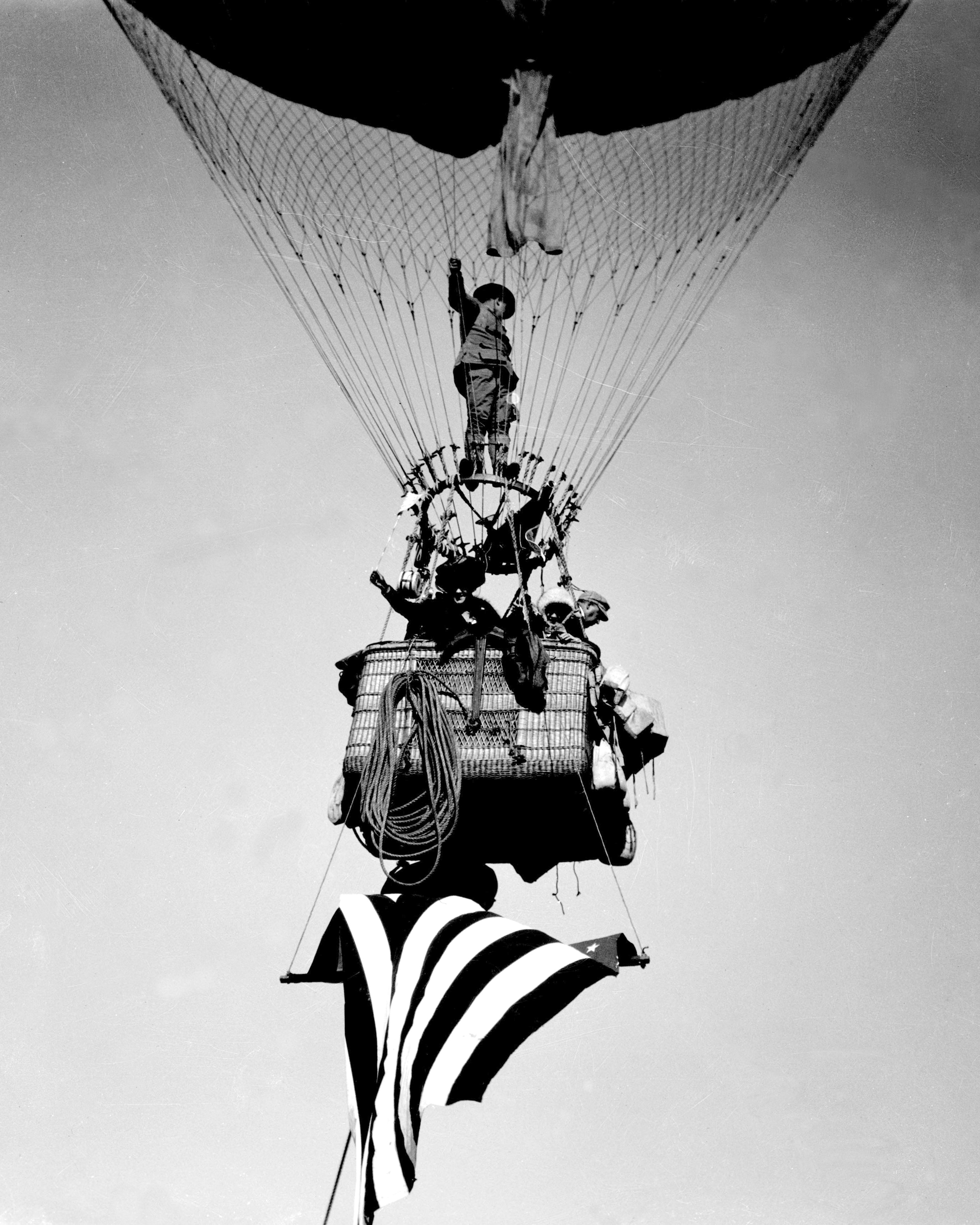
George B. Harrison in piedi sull'anello della mongolfiera, Clifford B. Harmon guarda intensamente fuori dalla navicella e la Signora Paulhan saluta. Foto scattata in occasione del Dominguez Air Meet, 1910.

Nacque il 1º luglio 1866 a Urbana, Ohio. Terminati gli studi si trasferì a New York insieme al fratello William Elmer dove entrò nel settore immobiliare fondando Clifford B. Harmon and Company Inc., successivamente trasformata in Wood, Harmon & Company, specializzata nella costruzione ex novo di comunità suburbane.
La sua società lavorò in 26 città diverse degli Stati Uniti, su 256 lotti, tra cui quattro a Westchester: Larchmont Woods, Larchmont Gardens e Pelhamwood, oltre a uno nell'area di Croton originariamente chiamata Harmon-on-Hudson.
Nel 1905 sposò la signorina Louise Adele Benedict, figlia del commodoro Elias Cornelius Benedict, un banchiere e brooker di Wall Street, noto velista che apparteneva all'élite del potere finanziario. Appassionatosi al mondo dell'aviazione, grazie al suo benessere finanziario poté dedicarsi alla sua passione, dapprima come aeronauta nel 1908, stabilendo l'anno dopo il record nazionale di altitudine raggiungendo la quota di 15.997 piedi, e volando per 48 ore, 26 minuti e 30 secondi. Tale record rimase imbattuto fino al 1927, quando fu superato dal capitano Hawthorne C. Gray.

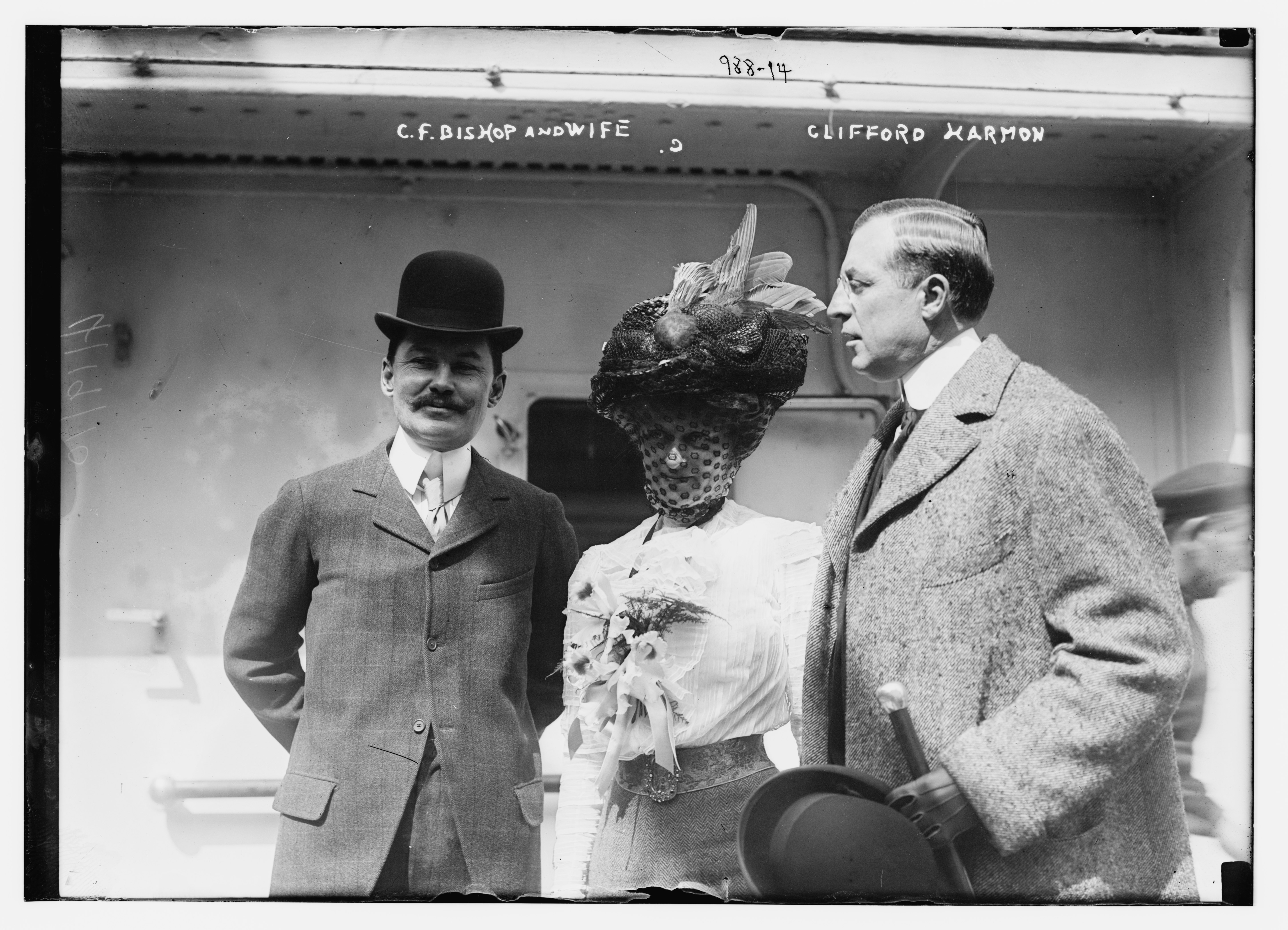
Il Signor C.F. Bishop e la sua Signora, fotografati insieme a Clifford Burke Harmon.

Acquistato un biplano Farman e lo fece portare sul campo d'aviazione di Mineola (New York), dove fu il sesto americano a conseguire il brevetto di pilota nel 1910. Il 29 stabilì il record nazionale di durata, volando sul Farman per un'ora e cinque minuti. Il 2 luglio portò il record nazionale di durata, volando su un biplano Curtiss, a due ore e trenta minuti, ed atterrando solo quando esaurì il carburante. Il 20 agosto 1910 fu il primo aviatore ad attraversare il volo il Long Island Sound, da Garden City a Greenwich, coprendo le 25 miglia in 29 minuti, conquistando la Doubleday, Page Company Cup ed il premio di denaro di 2.000 dollari. Espresse subito forte appoggio all'utilizzo del mezzo aereo in ambito militare, particolarmente nell'impiego come bombardiere. Nel 1911 ebbe un incidente quando il suo velivolo precipitò da 150 piedi d'altezza, e rimanendo illeso solo perché la caduta fu smorzata dai rami di un albero.
Dopo l'entrata in guerra degli USA, avvenuta il 2 aprile 1917, entrò come capitano della riserva nella divisione aeronautica del Signal Corps dell'US Army. Divenne istruttore, addestrando al volo molti piloti e incoraggiando personalmente la ricerca e lo sviluppo dei metodi per aumentare la sicurezza degli apparecchi e dei piloti in volo. Dopo la fine del conflitto, promosso maggiore, lasciò l'esercito stabilendosi definitivamente in Francia.
Nel 1924 divorziò consensualmente dalla moglie, che era rimasta negli USA, ottenendolo nel 1929 dopo averle saldato un debito risalente ad un'operazione immobiliare da lei finanziata.
Nel 1926 fondò la International League of Aviators (Ligue Internationale des Aviateurs) che iniziò a premiare i nuovi risultati eccezionali raggiunti nel mondo dell'aviazione con un apposito premio, il Clifford B. Harmon International Aviation Trophy. Noto semplicemente come Harmon Trophy, esso era suddiviso in tre distinti premi destinati annualmente ad un aviatore, ad un'aviatrice e a un aeronauta.
Tre anni dopo, durante la conferenza di Ginevra sul disarmo lanciò l'idea di una forza aerea internazionale. La sua idea fu respinta, ma portò l'attenzione mondiale sull'aviazione. Rimase sempre legato al mondo dell'aviazione, e spesso fu invitato a far parte del comitato di accoglienza riservato ai piloti famosi che arrivavano a Parigi. Nel 1931 istituì la Clifford B. Harmon Cup riservata ai golfisti dilettanti. Verso la fine degli anni Trenta del XX secolo ebbe un infarto a Cannes, rimanendo gravemente debilitato. Quando scoppiò la seconda guerra mondiale, e la Francia cadde sotto l'occupazione tedesca non fu in grado di abbandonare il Paese. Rimase per tutta la durata del conflitto internato dai tedeschi a Cannes, presso l'Hotel Martinez con un'infermiera che si prendeva cura di lui.
Membro dei Pionieri d'aeronautica d'Italia, delle Vieilles Tigre di Francia e della Società Aeronautica d'America, si spense a Cannes poco dopo la fine della guerra, il 25 giugno 1945, lasciando nel suo testamento la cifra di 48.431 dollari affinché l'Harmon Trophy potesse continuare ad esistere. La salma fu successivamente tumulata presso il Rhone American Cemetery di Draguignan.
Gli sono state intitolate la stazione della Metro North Railroad a Croton-Harmon e la Croton-Harmon High School.

## Onorificenze

L'aereo di Clifford Burke Harmon.

### Annotazioni
1. ↑  Batté il precedente record stabilito da Louis Paulhan a Los Angeles con un'ora e cinquantotto minuti e trentadue secondi.
2. ↑  In qualità di Presidente venne anche ricevuto in udienza a Roma da Benito Mussolini, alla presenza di Italo Balbo.
3. ↑  Un quarto premio fu istituito successivamente per premiare i risultati ottenuti nel volo nello spazio.

### Fonti
1. 1 2 3 4 5 6 7  Croton-or-Hudson Historical Society, 2001, p. 98.
2. ↑  (EN) Welcome to the Village of Croton-on-Hudson (PDF), su village.croton-on-hudson.ny.us. URL consultato il 16 febbraio 2007 (archiviato dall'url originale il 27 settembre 2007).
3. ↑   Realty Developer, W.E. Harmon, Dies. Built Up Immense Business in Nearly Two Score Cities. Started With $1,000. Noted For Philanthropies. Established the Harmon Foundation, Which Has a Wide Field for Activities. Decided Everybody Wanted Land. Firm Started With $3,000, in New York Times, 16 luglio 1928. URL consultato il 29 dicembre 2013.
«William Elmer Harmon of 120 East Seventy-fifth Street, retired real estate operator, who established and endowed the Harmon Foundation for philanthropic purposes, died...»
4. 1 2 3 4  Croton-or-Hudson Historical Society, 2001, p. 97.
5. 1 2  New England Aviation History.
6. 1 2  Maurer 1987, p. 267.
7. 1 2  George C. Dade, Frank Strnad, Picture History of Aviation on Long Island 1908-1938, Dover Books, New York, 1989, pag. 8.
8. 1 2 3 4 5 6 7  Mancini 1936, p. 346.
9. 1 2 3 4 5 6  Early Aviators.
10. ↑  Harmon's Long Flight, in Daily Journal and Tribune, Knoxville, Tennessee, June 29, 1910.
11. ↑  New Record for Continuity of Flight, in Daily Journal and Tribune, Knoxville, Tennessee, July 3, 1910.
12. 1 2 3  Villard 2002, p. 106.
13. ↑  Croton-or-Hudson Historical Society, 2001, p. 100.
14. 1 2 3  Johnson 1965, p. 1066.
15. ↑   Amateur Golfers to Compete for Clifford B. Harmon Cup, in New York Times, 17 maggio 1931. URL consultato il 29 dicembre 2013.
«Designed to improve putting throughout the world, the Clifford B. Harmon International Cup to be competed for by amateur golfers ...»
16. ↑   $48,431 To Harmon Fund. Sum Willed by Air Enthusiast to Maintain Trophy Awards, in New York Times, 27 ottobre 1948. URL consultato il 29 dicembre 2013.
«A trust fund of $48,431 has been established from the residue of the estate of the late Clifford B. Harmon, Westchester real estate operator and aviation enthusiast, for continuation of the annual award of the Harmon International Air Trophies, according to an estate tax appraisal filed yesterday.»
17. ↑   Harmon Air Prizes Upheld By Court. Heirs Lose Battle to Obtain $55,000 Bequeathed in 1945 to Continue Awards, in New York Times, 29 giugno 1948. URL consultato il 29 dicembre 2013.
«The $55,000 bequeathed by the late Clifford B. Harmon, Westchester real estate operator and aviation enthusiast, for continuation of the annual Harmon international air trophies constitutes a valid charitable trust, Surrogate Charles H. Griffiths ruled here today. ...»